# Grajduri (okręg Jassy)
Grajduri – wieś w Rumunii, w okręgu Jassy, w gminie Grajduri. W 2011 roku liczyła 1178 mieszkańców.